# Rouellé
Rouellé är en kommun i departementet Orne i regionen Normandie i nordvästra Frankrike. Kommunen ligger i kantonen Domfront som tillhör arrondissementet Alençon. År 2018 hade Rouellé 189 invånare.

## Befolkningsutveckling
Antalet invånare i kommunen Rouellé
| Referens: INSEE |